# Giuseppe Bavastro
Giuseppe Bavastro (Genova, 10 maggio 1760 – Algeri, 10 marzo 1833) è stato un corsaro italiano.

## Biografia
Nacque a Sampierdarena da madre genovese e padre spagnolo. La sua nascita fu quasi ammantato di leggenda, e viene ricordata come un battesimo del mare. La madre, genovese, di cognome Parodi, era incinta di lui, e aveva lasciato il marito, ingegnere a Nizza dove abitavano, per tornare a Genova dove intendeva far nascere il figlio. Mentre era raccolta in preghiera nella chiesa parrocchiale di Santa Maria della Cella a Sampierdarena fu presa dalle doglie del parto, dovette uscire e partorì sulla spiaggia il futuro capitano di mare, lavandolo così sin dal primo momento con l'acqua del mare.
La sua vita in mare iniziò subito, già a pochi giorni: ancora neonato, venne messo in una cesta e portato a bordo del tre alberi dello zio materno, il capitano Giovanni Battista Parodi, che andava a Nizza e riportava la sorella e il nipote a casa. A Nizza abitava con i genitori; il padre era Michele Bavastro, ingegnere spagnolo, che dirigeva in loco la costruzione di opere idrauliche.
Giuseppe era il terzogenito. Destinato inizialmente alla carriera paterna, a Nizza, si mostrò molto svogliato negli studi e rifiutava a tal punto l'istruzione da rischiare di rimanere analfabeta per tutta la vita. Preferiva la vita di mare, e in quella sua vocazione fu così deciso che il padre fu costretto a lasciarlo imbarcare. Giuseppe si imbarcò allora sulla nave dello zio materno, e iniziò a navigare per il Mediterraneo. Il suo secondo imbarco fu su una fregata francese da guerra diretta in Oriente. Nel 1783 sposò Annetta, figlia di un locandiere francese, ma il matrimonio non gli impedì di riprendere la vita sul mare. Si reimbarcò su una goletta da 100 tonnellate affidatagli dallo zio, Giovanni Battista Parodi, e fece trasporti di merci per il Mediterraneo, commerciando con Spagna e Portogallo, facendosi conoscere e temere dai pirati algerini che minacciavano le rotte commerciali locali.
Con la Rivoluzione francese, nel periodo del Terrore, si diede disinteressatamente al trasporto dei profughi, e sempre disinteressatamente portò uno dei quattro convogli per le truppe di Napoleone in Egitto. Quindi si trasferì a Genova con la moglie, dove visse i durissimi momenti dell'assedio di Genova del 1800. In quell'occasione si distinse forzando ripetutamente il blocco navale, al servizio dell'amico Andrea Massena, con le sue piccole imbarcazioni.
Compì in quelle circostanze un'impresa dettatagli esclusivamente dal suo coraggio: ogni notte una nave inglese andava indisturbata a lanciare alcune bombe su Genova. Contro di essa Bavastro armò una vecchissima galea, la Prima, provvista di soli tre cannoni, prese una schiera di galeotti al remo e un equipaggio di coraggiosi, e attaccò la nave attaccante in quella che fu quasi una missione suicida. Con le sue cannonate tagliò in due lo scafo inglese che si avvicinava alla città per il bombardamento notturno. Le navi inglesi che componevano il blocco attaccarono immediatamente la vecchia galea, ma le sue piccole dimensioni e l'abilità del capitano impedirono di colpirla e furono costretti ad attaccarla all'antica maniera dell'abbordaggio. Bavastro non fuggì e, rimasto circondato, continuò a combattere sinché poté, con un ultimo corpo a corpo sul suo ponte. La lotta durò ancora circa un'ora, e Bavastro infine si tuffò in mare, dove venne poco dopo recuperato da un gozzetto mandato a cercarlo dal generale Massena, che era anche un suo vecchio amico d'infanzia.
Da quella notte gli inglesi interruppero il loro quotidiano stillicidio di cannonate notturne. Terminato l'assedio di Genova, Bavastro si reimbarcò. Nel 1806 Napoleone incoraggiò la guerra da corsa, e Bavastro in quella si impegnò da protagonista, con continui abbordaggi, duelli, atti di pirateria contro il nemico. Utilizzava anche in quelle circostanze imbarcazioni di vecchio tipo mediterraneo (l'Intrepido, uno sciabecco con soli quattro cannoni), che manovrava con la sua eccezionale capacità. Si scontrò con gli abili corsari inglesi che conducevano un'analoga guerra nel Mediterraneo, battendoli con i suoi mezzi antiquati e con il suo coraggio, e diventando una leggenda nei porti mediterranei. Con una seconda nave armata con quattordici cannoni, ma sempre obsoleta rispetto alle navi inglesi, presso le Isole Baleari attaccò mettendola alle strette la fregata inglese Phoenix.
Dando man forte ai Corsari anconetani, compì poi altre operazioni nell'Adriatico partendo dall'importante porto di Ancona e sempre con navi di piccola e antiquata struttura, come lo sciabecco “Massena”, intitolato all'amico generale, riuscendo sempre a mettere in difficoltà la k.u.k. Kriegsmarine. Ricevette varie onorificenze: l'ascia d'onore per meriti marittimi, la rosetta d'ufficiale della Legion d'Onore, il grado onorario di Capitano di fregata. Napoleone in un colloquio diretto con lui lo definì "l'unico mio ammiraglio vittorioso".
Rimase però legato alle maniere individuali e antiche di una marineria dei secoli passati, per cui quando nel 1806 Massena lo chiamò a Napoli per dargli il comando della corvetta Fama, e inserirlo regolarmente nella Marina del Regno, all'interno dell'istituzione si sentì a disagio e preferì riprendere la sua guerra da corsa. Con una più potente nave, la Principe Eugenio, dotata di sedici cannoni, compì altre imprese contro le sempre più moderne e potenti navi inglesi. Perdette la Principe Eugenio quando fu messo alle strette, e si salvò con pochi uomini raggiungendo a nuoto la riva lontana, dove a Tarragona recuperò il brigantino Fanny, naviglio corsaro inglese che aveva precedentemente conquistato. Con esso riprese la sua guerra da corsa, e operò poi ancora a lungo in Spagna.
Affascinato dall'imperatore Napoleone, Bavastro pensò di liberarlo quando era recluso all'Isola d'Elba, ma dovette rinunciare. Conclusa l'era napoleonica, Bavastro vide respinta la sua richiesta d'iscrizione nei quadri della marina sarda, memore delle sue imprese da corsaro napoleonico. Si mise allora a disposizione di Simón Bolívar in America Latina. Abbandonata quella guerra di Liberazione, tornò nel Mediterraneo e, posto al servizio della Francia, divenne Cadì, comandante del porto di Algeri, città che conosceva alla perfezione e nella quale parlava la lingua locale, essendo stata uno dei suoi punti di riferimento nella sua lunga carriera marinara, come nei periodi della guerra da corsa in epoca napoleonica.
Il re di Francia Luigi Filippo nel 1832 gli concesse la cittadinanza francese. Ad Algeri nel marzo del 1833 Bavastro fu colto da malore, e dopo dieci giorni morì, quasi a 73 anni, il 10 marzo 1833.  Le ultime sue parole pare siano state “Aprite le finestre, voglio vedere il mare”. Gli sono state intitolate vie a Genova Pegli e a Roma, in zona Ostiense. Anche a Nizza (Francia) esiste Rue Bavastro - Corsaire Niçois (via Bavastro - Corsaro Nizzardo)